# Individu
Een individu is één enkel persoon, dier of object die als zelfstandige entiteit is te onderscheiden binnen een groep.

## Biologie
Zo is elk mens een individueel persoon en elk bos opgebouwd uit individuele bomen. Van een grasveld kan men niet altijd zeggen of het is opgebouwd uit individuele grasplanten, omdat door ondergrondse wortelstokken of door uitlopers een individu kan bestaan uit vele spruiten. Ook bij kolonievormende organismen is het de vraag wat een individu is.

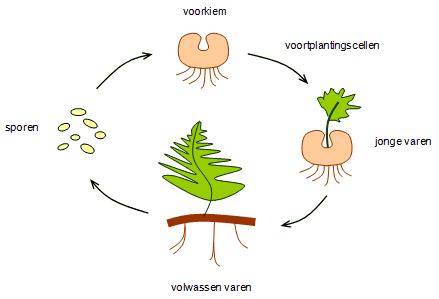
Levenscyclus van varen met voorkiem en 'varenplant'.
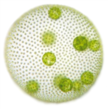
Een vrij beweeglijke kolonie van het groenwier Volvox

In de levenscyclus van organismen, zoals planten, algen en schimmels, kan een afwisseling van individuen optreden, bijvoorbeeld afwisseling van een individu van de haploïde generatie met een van een diploïde generatie. Varens vormen hier een voorbeeld, met een haploïde voorkiem, waar de bevruchting plaatsvindt, en de onafhankelijk daarvan groeiende diploïde 'varenplant' (de sporofyt), die de sporen vormt ten behoeve van de voortplanting.
Bij insecten met een volledige metamorfose is er onderscheid tussen het individu voor en het individu na de metamorfose, zoals bij de rups en de imago van vlinders.

## Filosofie
Oorspronkelijk, in de 15e eeuw en daarvoor, betekende individu niet-deelbaar van in- (niet) dividuum (deelbaar) net zoals als atomair α- (niet) temnein (snijden) ondeelbaar betekent – een betekenis die als zodanig nog altijd voortleeft in de statistiek – maar vanaf de 17e eeuw begon de term opgeld te doen in de zin van afzonderlijkheid, een betekenis die uiteindelijk zou culmineren in het individualisme.
In de metafysica en in de statistiek wordt elk numeriek enkelvoudig object aangeduid met individu en valt die betekenis slechts dan samen met één persoon wanneer het in voorkomende gevallen bij de onderzochte enkelvoudige objecten ook daadwerkelijk mensen betreft. Met zowel Socrates als met de Maan kunnen zodoende in de meest uiteenlopende contexten afzonderlijke individuen worden aangeduid; met grapefruit en roodheid niet.
In filosofisch jargon wordt de term individueel veelvuldig gebezigd en wordt daarbij vaak aangetroffen in het gezelschap van woorden als bepaald en specifiek – veelal zijn deze termen zelfs praktisch uitwisselbaar, als betrof het ware synoniemen – en dient ze als tegenstelling van universeel.